# Тереза Саксен-Альтенбургская
Принцесса Тереза Амалия Каролина Жозефина Антуанетта Саксен-Альтенбургская (нем. Therese Amalie Karoline Josephine Antoinette von Sachsen-Altenburg, 21 декабря 1836 — 9 ноября 1914) — принцесса Саксен-Альтенбургская, в замужестве — принцесса Шведская и Норвежская.

## Биография
Тереза была первым ребёнком принца Саксен-Альтенбургского Эдуарда и его первой жены принцессы Амалии Гогенцоллерн-Зигмаринген. У неё были младшие братья Людвиг и Иоганн, а также сестра Антуанетта Шарлотта. Мать умерла после рождения младшего сына. В следующем году её отец вступил во второй брак, от которого имел двоих детей.
Тереза росла в Мюнхене и Бамберге, где отец нес военную службу. После его смерти в 1852 году она сначала жила при дворе своей кузины Марии, потом переехала к дяде по материнской линии Карлу Антону Гогенцоллерн-Зигмарингену.
В том же 1852 году она впервые встретила своего будущего супруга принца Августа Шведского, герцога Даларнского. Через двенадцать лет после знакомства, в Дюссельдорфе, он предложил ей выйти за него, и она согласилась. 16 апреля 1864 года они поженились в Альтенбурге. Большой любви между ними не было, но они стали очень хорошими друзьями. Брак был счастливым, но бездетным. Принцессу описывали как маленькую хрупкую девушку с мягким выражение лица. На момент брака ей было 27 лет, Августу 33. Новая герцогиня имела нервный и вспыльчивый характер. Август как-то сказал: «Они говорят, что я тупой, слышали бы они мою Терезу!»
Он ласково называл жену «min lilla hoppetossa» (моя егоза) и редко бывал дома.
Терезу в Швеции называли не иначе как принцессой Терезой. Она быстро нашла общий язык со своей золовкой Евгенией, с которой часто отдыхала на Готланде. Тереза очень любила музыку и часто присутствовала в королевской ложе шведской академии музыки.
В 1873 году Август умер после непродолжительной болезни. Для Терезы король назначил опекуна, которым стал барон Луи де Геер. Вдовствующая герцогиня переписывалась с Оханом Демиржианом, которого считали авантюристом. Это вызвало скандал, когда он предложил ей выйти за него. Шведский двор объявил, что принцесса душевно больна. Она была отправлена для лечения в Швейцарию под именем графини Дальшёльд. Там она приобрела виллу и много лет жила в Невшателе.
В Швецию она вернулась в 1890 году и стала одиноко жить во дворце Хага. Здесь герцогиня писала музыку и занималась благотворительной деятельностью. Её часто стали называть герцогиня Хага. Из королевской семьи она дружила лишь с малолетним принцем Эриком Густавом, который болел эпилепсией. Двор принцессы был известен своей превосходной кухней. Вследствие этого в последние годы жизни Тереза страдала от избыточного веса.
Умерла 9 ноября 1914 года в возрасте 77 лет. Причиной смерти стало желудочное кровотечение. Похоронена в Риддархольмской церкви рядом с мужем.